# Chytonix glaucescens
Chytonix glaucescens là một loài bướm đêm trong họ Noctuidae.